# Peluquería

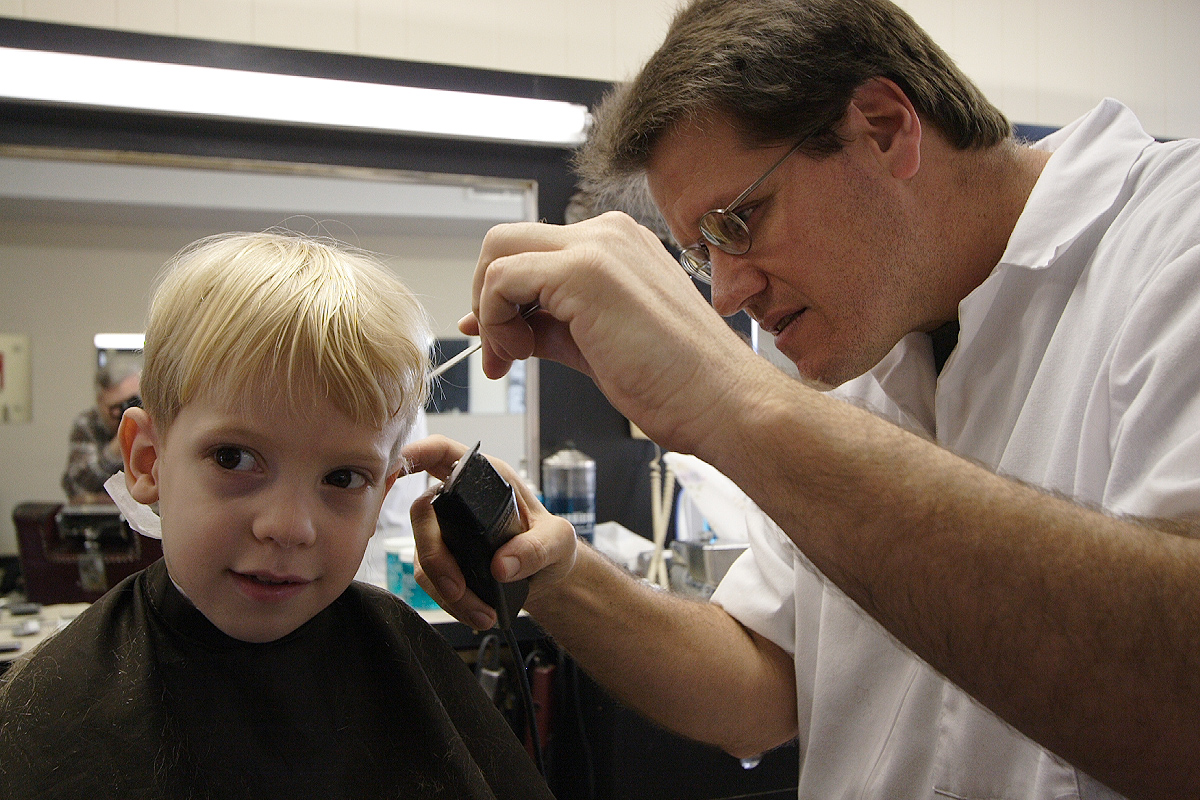
Peluquero cortándole el pelo a un niño.

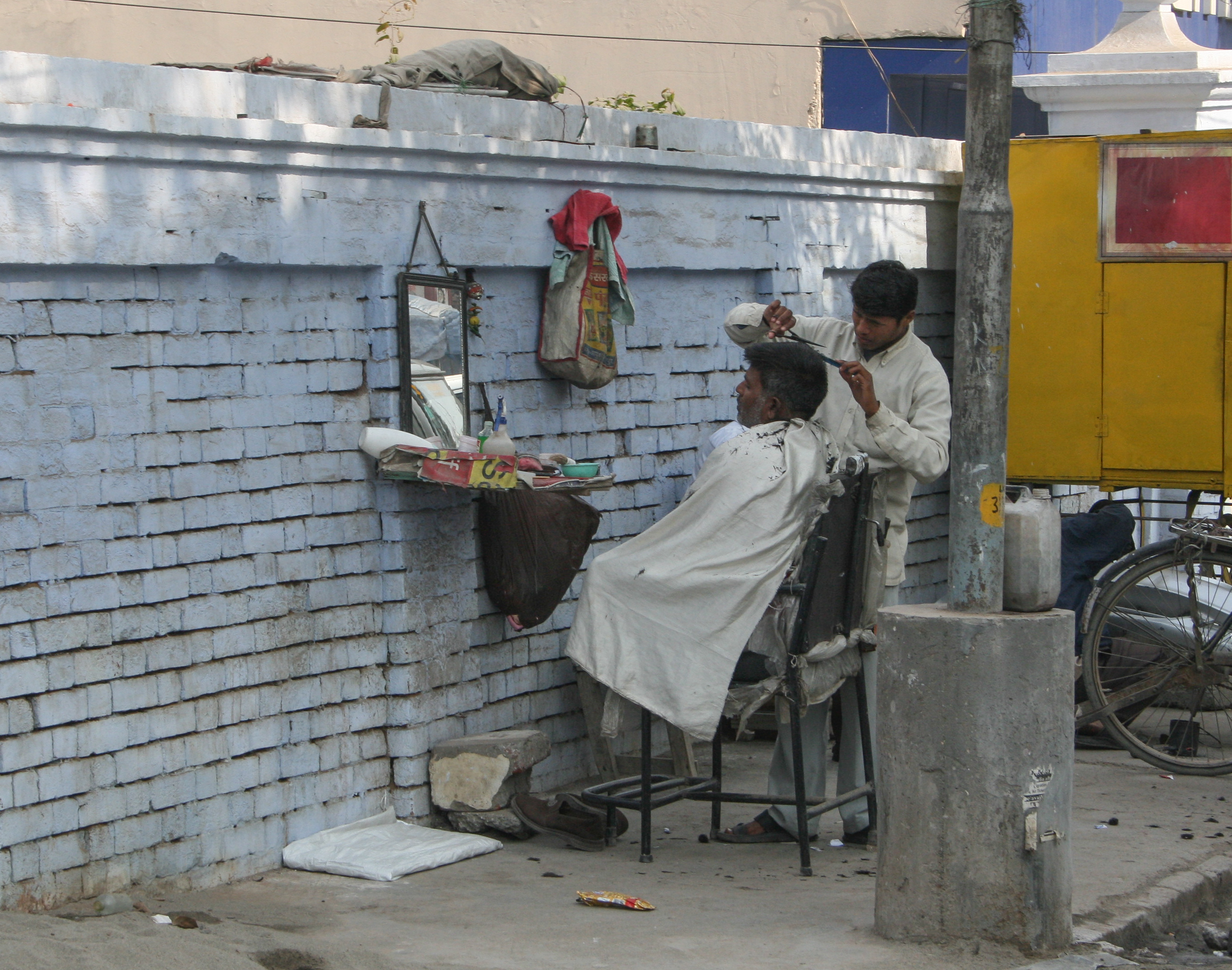
Peluquero "callejero" en Amritsar, India.

Una peluquería o barbería es un local donde se ofrecen varios servicios estéticos, principalmente el corte de cabello, pero también suelen realizarse otros como:
1-corte y delineado de barba
2-delineado de barba
3-tinte de barba
4-tinte de cabello
5-alisado de cabello
6-exfoliación
7-mascarilla
8-tratamiento facial 
9-tratamientos capilares-10 manicura -11 -pedicura etc. 
La referencia más antigua que se tiene sobre la existencia de los cuidados cosméticos en el pelo nos remite a Egipto, donde se empezaron a realizar los cambios más significativos en cuanto a la cosmética capilar.
En esa nación tan grandiosa culturalmente, el pueblo (como ocurría en muchos otros) se pelaba la cabeza, aunque no así los sacerdotes y los miembros de la elite gobernante, que se dedicaba a cuidar su cabello jugando con diferentes peinados y tonalidades. Las pelucas también tuvieron su auge, y predominaban las tradicionales de pelo lacio, con flequillo, cortado muy parejo en un largo que llegaba a los hombros. También  en la Antigua Grecia, la profesión de barbero fue muy popular. Alrededor del siglo V a. C., la moda eran los cabellos y barbas rizadas; en esa época, los barberos se reunían en una misma plaza para ofrecer sus servicios, pues no solo era difícil realizar esta tarea en casa; el lugar también servía como sitio de reunión para hablar de filosofía, política, o temas de actualidad de la ciudad.

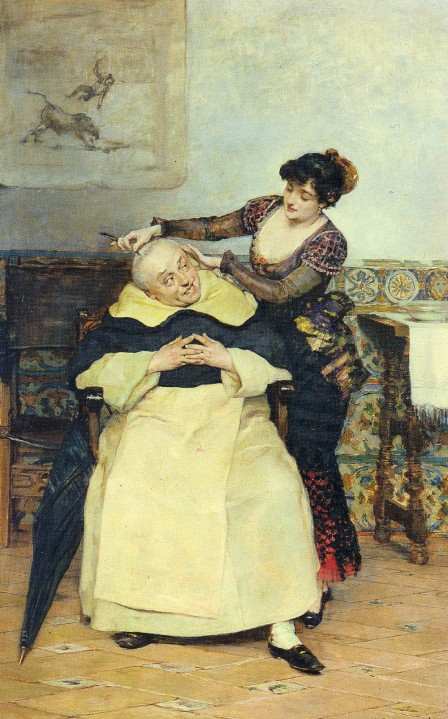
El corte de cabello, una obra de Vicente Palmaroli, del.

Cabe destacar que el término barbería designa a los locales destinados exclusivamente para caballeros, mientras que los exclusivos para damas se llaman salón de belleza. Los locales destinados a ambos sexos se designan como peluquería unisex.

## Herramientas de peluquería

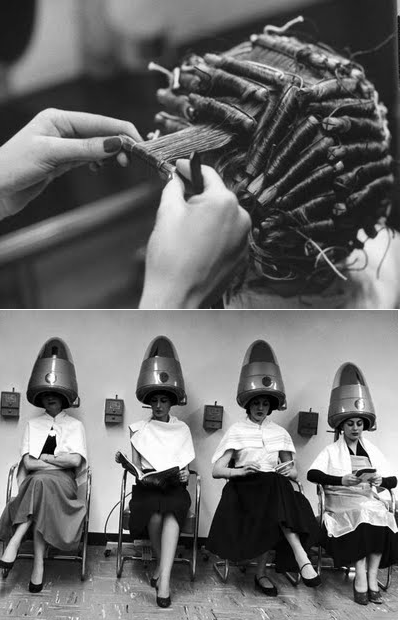
Utensilios antiguos de peluquería.

Los útiles de peluquería podemos clasificarlos en cinco grupos esenciales para la facilitación de su estudio:
1. Útiles principales: son aquellos instrumentos con los que se realizan las tareas de peluquería: peines, cepillos, tijeras, pinzas, cocteleras, brochas etc.
2. Útiles auxiliares: son aquellos objetos que se emplean para facilitar el trabajo con los primeros y también como material de protección: Bigudíes, redecillas, guantes, gorros, toallas, capas de corte y batas  etc.
3. Útiles de laboratorio: son aquellos materiales que se emplean para realizar las mezclas de sustancias químicas (tintes, queratinas, cirugía capilar, agua oxigenada, etc.): recipientes de vidrio, papel tornasol, etc.
4. Aparatología: conjunto de aparatos diseñados para la realización de las técnicas de peluquería, así como para la detección y tratamiento de los problemas capilares que se presentan con más frecuencia en el salón de Peluquería: secadores, plancha de cerámica y de iones, vaporizadores, esterilizadores, microvisor, lámpara infrarroja, etc.
5. Material mobiliario: son aquellos elementos del mobiliario que participan en la ejecución de las tareas de peluquería y en la atención al cliente: lavacabezas (antes llamadas bacías de barbero), mesas auxiliares, espejos, sillones, etc. El mobiliario de barbería no solo es esencial para la funcionalidad y la comodidad, sino que también contribuye significativamente a la estética y la atmósfera del establecimiento.

## Peluquerías famosas
- Truefitt & Hill, la primera peluquería (como las conocemos hoy en día) del mundo.
- Geo.F. Trumper